# Attitude Adjuster 2
Attitude Adjuster 2 — дев'ятнадцятий студійний альбом американського репера Pastor Troy, виданий лейблами Real Talk Entertainment і Money and the Power, Inc. 15 червня 2010 р., сиквел до Attitude Adjuster (2008). Виконавчий продюсер: Деррік «Sac» Джонсон. Мастеринг: Кен Лі.

## Список пісень
1. «4 My Side» — 1:55
2. «Poppin Off» — 3:36
3. «What U Talkin Bout» — 3:18
4. «The Money & the Hammer» — 0:25
5. «I'm Comin» — 3:54
6. «It Get Me Crunk» — 3:34
7. «Jumpin Out the Truck» — 3:41
8. «Keep Talkin» (з участю Gangsta Boo) — 3:32
9. «Drop Dat Ass» (з участю Big Hollis) — 3:46
10. «The Heat» — 0:13
11. «Thin Line» — 3:48
12. «Smokin Kush» — 3:42
13. «Club Full of Hoes» (з участю J. Holiday) — 3:19

## Чартові позиції
| Чарт                   | Найвища позиція |
| ---------------------- | --------------- |
| Top R&B/Hip-Hop Albums | 78              |